# Institut Matsushita de politique et de management
L'institut Matsushita de politique et de management (公益財団法人松下政経塾, Kōeki Zaidan-hōjin Matsushita Seikei-juku, en anglais The Matsushita Institute of Government and Management) est une fondation japonaise créée en 1979 par Kōnosuke Matsushita, fondateur de Panasonic, en réaction à une série de scandales politiques. Elle accueille un nombre très restreint d'étudiants (moins d'une dizaine d'étudiants par promotion en moyenne depuis sa création) souhaitant se former au leadership et ayant déjà un diplôme universitaire.
Le campus principal de l'école est situé à Chigasaki dans la préfecture de Kanagawa.
La formation dure généralement trois années, dont au moins une année passée à temps complet dans l'internat du campus. Depuis 2007, en collaboration avec l'ambassade de France au Japon, l'institut Matsushita de politique et de management accueille régulièrement des étudiants français pour des stages dans son internat d'une durée supérieure ou égale à six mois,.

## Personnalités liées
En avril 2011, l'institut a formé 248 étudiants, dont 73 ont occupé des postes de gouvernement au niveau local ou national.
Elle a notamment formé des hommes politiques japonais de premier rang, tels Kazuhiro Haraguchi (ministre des Affaires intérieures et des Communications des gouvernements de Yukio Hatoyama puis Naoto Kan de 2009 à 2010), Yoshihiko Noda (62e Premier ministre du Japon), Seiji Maehara (ministre du Territoire, des Infrastructures, des Transports et du Tourisme de 2009 à 2010 puis ministre des Affaires étrangères du gouvernement de Naoto Kan de 2010 à 2011, ancien président du Parti démocrate du Japon).
Des personnalités du parti libéral-démocrate telles Ichirō Aisawa ou Sanae Takaichi (ministre des affaires intérieures depuis 2014) sont également issues de l'institut.